# Списак краљева Сумера
Сумерски попис краљева је древни текст писан на сумерском језику који наводи краљеве Сумера из сумерских владарских династија.

## Опис
Попис сумерских краљева бележи имена краљева, дужину њихове владавине као и седишта краљевства. Владарске династије су подељене по градовима који су били седишта краљевства. Седиште краљевства се преносило од града до града војним освајањима пошто је код Сумера било устаљено веровање да је краљевање дар богова. По веровању бог Енки је донео цивилизацију у Ериду па је тако и Ериду постао прво седиште краљевства.
На почетку пописа се налазе митолошки владари Сумера, а први историјски владар на списку је, чије је постојање доказано материјалним доказима, Ен-ме-бараге-си од Киша. Међутим не сме се искључити могућност да имена владара ранијег периода припадају историјским личностима које су временом постале легендарне.
Попис сумерских краљева је најважнији документ за хронологију Блиског истока у 3 миленијуму п. н. е. Постоје и одређене потешкоће у стварању прецизне хронологије због бројних династија које су владале истовремено у различитим градовима.

## Рано бронзано доба I
Пред-династијски краљеви владају Сумером оријентационо пре 2900. п. н. е.
| Владари                           | Епитет | Дужина владавине | Приб. датум        | Напомене              |
| --------------------------------- | ------ | ---------------- | ------------------ | --------------------- |
| Прво краљевство је почело у Ериду |        |                  |                    |                       |
| Алулим                            |        | 28800 година     |                    |                       |
| Алалнгар                          |        | 36000 година     |                    |                       |
| Краљевање прелази у Бад-тибира    |        |                  |                    |                       |
| Ен-мен-лу-ана                     |        | 43200 година     |                    |                       |
| Ен-мен-гал-ана                    |        | 28000 година     |                    |                       |
| Думузи Пастир                     | пастир | 36000 година     |                    |                       |
| Краљевање прелази у Лараг         |        |                  |                    |                       |
| Ен-сипад-зид-ана                  |        | 28800 година     |                    |                       |
| Краљевање прелази у Зимбир        |        |                  |                    |                       |
| Ен-мен-дур-ана                    |        | 21000 година     |                    |                       |
| Краљевање прелази у Шуруппаг      |        |                  |                    |                       |
| Убара-туту                        |        | 18600 година     |                    |                       |
|                                   |        |                  | око 2900. п. н. е. | Период Великог потопа |

## Рано бронзано доба II

### Рани династијски период I

#### Прва династија Киша
| Владари                                                    | Епитет                                                | Дужина владавине | Приб. датум           | Напомене                                                |
| ---------------------------------------------------------- | ----------------------------------------------------- | ---------------- | --------------------- | ------------------------------------------------------- |
| Након потопа краљевство прелази у Киш након 2900. п. н. е. |                                                       |                  |                       |                                                         |
| Нгушур                                                     |                                                       | 1200 година      |                       |                                                         |
| Куласина-бел                                               |                                                       | 960 година       |                       |                                                         |
| Нангишлишма                                                |                                                       | 670 година       |                       |                                                         |
| Ен-тарах-ана                                               |                                                       | 420 година       |                       |                                                         |
| Бабум                                                      |                                                       | 300 година       |                       |                                                         |
| Паннум                                                     |                                                       | 840 година       |                       |                                                         |
| Калибум                                                    |                                                       | 960 година       |                       |                                                         |
| Калумум                                                    |                                                       | 840 година       |                       |                                                         |
| Зукуакуип                                                  |                                                       | 900 година       |                       |                                                         |
| Атаб                                                       |                                                       | 600 година       |                       |                                                         |
| Масхда                                                     | син Атабов                                            | 840 година       |                       |                                                         |
| Арвиум                                                     | син Масхадов                                          | 720 година       |                       |                                                         |
| Етана                                                      | пастир који се попео на небо и објединио стране земље | 1500 година      |                       |                                                         |
| Балих                                                      | син Етанин                                            | 400 година       |                       |                                                         |
| Ен-мен-нуна                                                |                                                       | 660 година       |                       |                                                         |
| Мелем-киш                                                  | син Ен-мен-нуаин                                      | 900 година       |                       |                                                         |
| Барсал-нуна                                                |                                                       | 1200 година      |                       |                                                         |
| Замуг                                                      | син Барсал-нуаин                                      | 140 гоодина      |                       |                                                         |
| Тизкуар                                                    | син Замугов                                           | 305 година       |                       |                                                         |
| Илку                                                       |                                                       | 900 година       |                       |                                                         |
| Илтасадум                                                  |                                                       | 1200 година      |                       |                                                         |
| Ен-мен-бараге-си                                           | онај који је натерао Елам да се покори                | 900 година       | око 2600. п. н. е.    | најстарији владар на списку који је археолошки потврђен |
| Ага од Киша                                                | син ЕН-мен-бараге-сијев                               | 625 година       | око 2600 год п. н. е. | према миту савременик Гилгамеша од Урука                |

#### Прва династија Урука
| Владари                   | Епитет                                                        | Дужина владавине | Приб. датум           | Напомене               |
| ------------------------- | ------------------------------------------------------------- | ---------------- | --------------------- | ---------------------- |
| Прва династија Урука      |                                                               |                  | 27—26 век п. н. е.    |                        |
| Меш-ки-анг-гашер од Е-ане | син Утуов                                                     | 324 година       |                       |                        |
| Енмеркар                  | син Ен-ки-анг-гашеров, краљ Унуга, онај који је саградио Унуг | 420 година       |                       |                        |
| Лугалбанда                | пастир                                                        | 1200 година      |                       |                        |
| Думузи                    | рибар чији је град био Куара                                  | 100 година       | око 2600 год п. н. е  |                        |
| Гилгамеш                  | чији је отац био фантом, господар Кулабе                      | 126 година       | око 2600 год п. н. е. | савременик Аге од Киша |
| Ур-нунгал                 | син Гилгамешов                                                | 30 година        |                       |                        |
| Удул-калама               | син Ур-нунгалов                                               | 15 година        |                       |                        |
| Ла-башум                  |                                                               | 9 година         |                       |                        |
| Ен-нун-тарах-ана          |                                                               | 8 година         |                       |                        |
| Меш-хе                    | ковач                                                         | 36 година        |                       |                        |
| Мелем-ана                 |                                                               | 6 година         |                       |                        |
| Лугал-китун               |                                                               | 36 година        |                       |                        |
| краљевање прелази у Ур    |                                                               |                  |                       |                        |

## Рано бронзано доба III

### Рани династијски период IIIa

#### Прва династијаУра
| Владари                  | Епитет            | Дужина владавине | Приб. година    | Напомене |
| ------------------------ | ----------------- | ---------------- | --------------- | -------- |
| Прва династија Ура       |                   |                  | 26 век п. н. е. |          |
| Меш-ане-пада             |                   | 80 година        |                 |          |
| Меш-ки-анг-Нанна         | син Меш-ане-падов | 36 година        |                 |          |
| Елулу                    |                   | 25 година        |                 |          |
| Балулу                   |                   | 36 година        |                 |          |
| Краљевање прелази у Аван |                   |                  |                 |          |

#### Прва династија Авана
| Владари                 | Епитет | Дужина владавине | Приб. година    | Напомене |
| ----------------------- | ------ | ---------------- | --------------- | -------- |
| Прва династија Авана    |        |                  | 26 век п. н. е. |          |
| Три краља Авана         |        | 356 година       |                 |          |
| Краљевање прелази у Киш |        |                  |                 |          |

#### Друга династија Киша
| Владари                    | Епитет        | Дужина владавине | Приб. година    | Напомене |
| -------------------------- | ------------- | ---------------- | --------------- | -------- |
| Друга династија Киша       |               |                  | 26 век п. н. е. |          |
| Сусуда                     | пунији        | 201 година       |                 |          |
| Дадасиг                    |               | 81 година        |                 |          |
| Мамагал                    | лађар         | 360 година       |                 |          |
| Калбум                     | син Мамагалов | 195 година       |                 |          |
| Туге                       |               | 360 година       |                 |          |
| Мен-нуна                   | син Тугеов    | 180 година       |                 |          |
| Енби-Иштар                 |               | 290 година       |                 |          |
| Лугалнгу                   |               | 360 година       |                 |          |
| Краљевање прелази у Хамази |               |                  |                 |          |